# Ołeksandriwka (rejon humański)
Ołeksandriwka (ukr. Олександрівка) – wieś na Ukrainie, w obwodzie czerkaskim, w rejonie humańskim, w hromadzie Żaszków. W 2001 liczyła 814 mieszkańców, spośród których 808 wskazało jako ojczysty język ukraiński, 2 rosyjski, 3 ormiański, a 1 inny.